# Besifloxacină
Besifloxacina este un antibiotic din clasa fluorochinolonelor de generația a 4-a, care este utilizată în tratamentul infecțiilor bacteriene localizate la nivelul ochilor (conjunctivită bacteriană). Calea de administrare este oftalmică.
Molecula aprobată pentru uz medical în anul 2009.